# Không chiến Yên Viên
Chiến dịch Yên Viên hay còn được gọi là trận 23 tháng 8 năm 1967 là một trận không chiến quy mô, có sự tham dự của các đơn vị không quân của Không quân Nhân dân Việt Nam (KQNDVN) và Không quân Hoa Kỳ (KQHK). Trận đánh diễn ra trên bầu trời miền Bắc và là một phần của chiến dịch Sấm Rền trong chiến tranh Việt Nam.

## Diễn biến
Theo lời kể của Trung tướng Nguyễn Văn Cốc, thời tiết ngày 23/08/1967 rất tốt, tầm nhìn xa trên 10 km, mây vừa phải. Phía Không quân Nhân dân Việt Nam quyết định tập kích vào đội hình máy bay cường kích của Không quân Hoa Kỳ.
14h15. Radar phòng không Việt Nam Dân chủ Cộng hòa phát hiện có máy bay Mỹ, dự kiến sẽ ném bom Hà Nội lúc 15h00.
14h40. Trinh sát tầm xa Phòng không nhân dân Việt Nam phát hiện một cụm máy bay Mỹ bay hướng Sầm Nưa (Lào) vào Việt Nam.
14h52. Đài radar trinh sát tầm xa RLCP-35 khẳng định có máy bay Mỹ.
14h54. Máy bay Mỹ vượt qua biên giới Việt – Lào và bắt đầu gây nhiễu
14h58. Phi công Nguyễn Nhật Chiêu số 1 và Phi công Nguyễn Văn Cốc số 2 xuất kích.
15h08. Phi công Nguyễn Nhật Chiêu phát hiện 20 máy bay ném bom chiến thuật của Mỹ. Xác định mình vẫn chưa bị phát hiện, Phi công Nguyễn Nhật Chiêu và Phi công Nguyễn Văn Cốc quyết định tấn công tốp thứ hai và máy bay Mỹ bị hạ.